# De tijdmachine (stripverhaal)
 De tijdmachine  is een verhaal uit de Belgische stripreeks Piet Pienter en Bert Bibber van Pom.
Het verhaal verscheen voor het eerst in Gazet Van Antwerpen van 4 juli 1967 tot 3 november 1967 en als nummer 25 in de reeks bij De Vlijt.

## Personages
- Piet Pienter
- Bert Bibber
- Susan
- Professor Kumulus
- Petronella
- Hilarius Timotheus Scharbij

## Albumversies
De tijdmachine verscheen in 1967 als album 25 bij uitgeverij De Vlijt. In 1997 gaf uitgeverij De Standaard het album opnieuw uit.